# Margarete Müller (Politikerin, 1921)

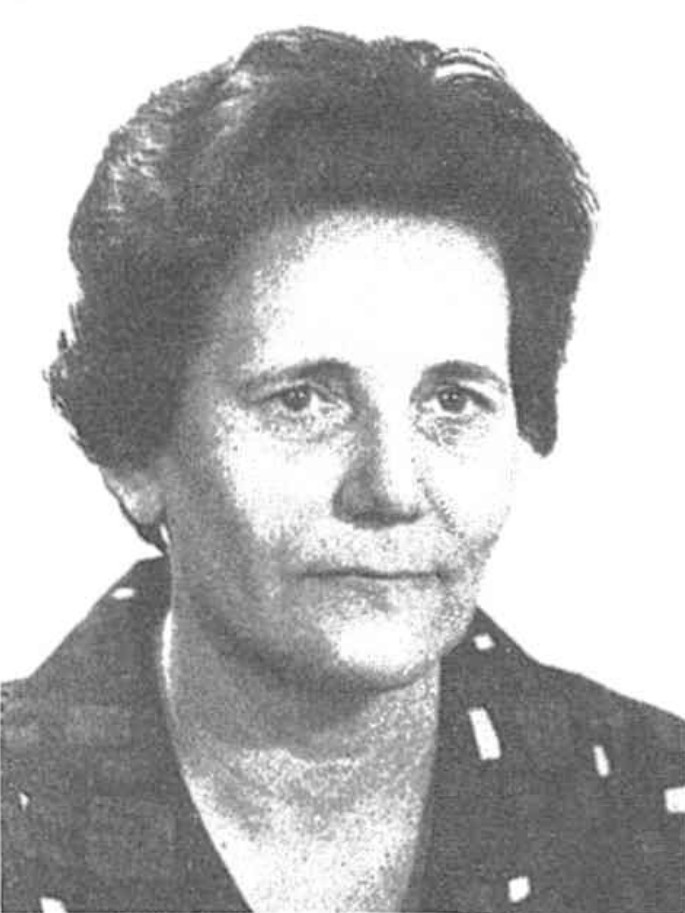
Margarete Müller (1967)

Margarete Müller (Geburtsname: Margarete Knietsch; * 10. Februar 1921 in Petershain, Landkreis Calau; † 26. Februar 2011) war eine deutsche Politikerin der SED und Funktionärin des FDGB in der DDR.

## Leben
Die Tochter eines Arbeiters arbeitete nach dem Besuch der Volksschule zwischen 1935 und 1945 als Hausangestellte und Köchin, ehe sie nach dem Zweiten Weltkrieg 1945 in die KPD eintrat und von 1945 bis 1949 als Metallarbeiterin tätig war. 1946 wurde sie Mitglied der SED und 1947 des FDGB und war nach Gründung der DDR zwischen 1949 und 1950 Sachbearbeiterin und dann Abteilungsleiterin im Arbeitsamt Freiberg.
1950 begann sie ihre Funktionärstätigkeit und war zuerst Referentin beim Landesverband Sachsen des DFD, dann von 1952 bis 1953 Abteilungsleiterin sowie anschließend 1954 Sektionsleiterin der SED-Bezirksleitung Dresden. Nach einer Verwendung als Instrukteurin der SED-Bezirksleitung Berlin von 1954 bis 1957 studierte sie an der Parteihochschule Karl Marx und schloss dieses Studium 1960 als Diplom-Gesellschaftswissenschaftlerin ab. Danach war sie zwischen 1960 und 1964 Sekretärin der SED-Betriebsparteileitung im VEB Glühlampenwerk Berlin.
1963 wurde sie Mitglied des Präsidiums des FDGB-Bundesvorstandes und gehörte diesem bis 1981 an. Zugleich war sie zwischen März 1964 und 1981 auch Sekretärin des FDGB-Bundesvorstandes für Frauen sowie der SED-Parteiorganisation für Zentrale Organe der Gewerkschaften. Im Juli 1965 war sie kurzzeitig auch Sekretärin des FDGB-Bundesvorstandes für Recht. Darüber hinaus gehörte sie von 1965 bis 1969 als Mitglied dem Generalrat des Weltgewerkschaftsbundes an.
Daneben wurde Margarete Müller 1967 erstmals Mitglied der Volkskammer an und vertrat in dieser bis 1981 die Interessen des FDGB. Während dieser Zeit war sie zwischen 1967 und 1976 als Vertreterin des FDGB auch Mitglied des Präsidiums der Volkskammer und danach bis 1981 Mitglied des Ausschusses für Arbeit und Sozialpolitik.
Zuletzt war sie zwischen 1982 und 1984 Vizepräsidentin des Friedensrates der DDR.
Margarete Müller erhielt 1972 den Vaterländischen Verdienstorden (VVO) in Silber und 1981 in Gold. 1986 wurde ihr die Ehrenspange zum VVO in Gold verliehen. 1975 wurde sie mit dem Orden Banner der Arbeit ausgezeichnet.